# Steffy Van den Haute
Steffy Van den Haute (29 november 1993) is een Belgische wielrenster uit Aalst. Ze werd meerdere keren Oost-Vlaams kampioene in het veldrijden en op de weg en veroverde de Belgische titel in het tijdrijden bij de junioren in 2011. Van den Haute verdedigde meerdere malen België op EK's en WK's.